# Ashot Arsenyan
 (octobre 2023).
 (octobre 2023).
Ashot Arsenyan (en arménien: Աշոտ Արսենյան), né le 14 novembre 1960 à Gndevaz, dans la région d'Azizbekov de la RSS d'Arménie, est un homme d'affaires et homme politique arménien . Il est le fondateur et le directeur de l'entreprise «Jermuk Group» CJSC  et a exercé en tant que député à l'Assemblée nationale de la République d'Arménie lors des 4e et 6e législatures. De plus, il a occupé le poste de maire de la ville de Djermouk de 1996 à 2002.

## Informations biographiques
Ashot Arsenyan est né le 14 novembre 1960 en Arménie soviétique, plus précisément dans le village de Gndevaz, situé dans la région de Vayots Dzor de la RSS d'Arménie. Il a commencé son parcours éducatif à l'école secondaire de son village natal, puis a poursuivi ses études à l'école technique de construction de la ville de Kapan, où il a décroché son diplôme de technicien-constructeur en 1980. Entre 1980 et 1982, Ashot Arsenyan a également servi dans l'armée soviétique. Après son service militaire, il a continué son cursus académique à la Faculté d'industrie et de construction civile de l'Université de construction technique d'Erevan, obtenant son diplôme en 1986.

## Activités professionnelles et entrepreneuriales
Activités professionnelles
Entre 1982 et 1984, Ashot Arsenyan a acquis de l'expérience en tant qu'ingénieur spécialisé dans les structures en béton armé au sein du bureau d'approvisionnement du trust "Jermukshin" , développant ainsi une expertise dans la construction de systèmes en béton et en métal. Par la suite, il a occupé le poste de chef de la station de Djermouk à la base pétrolière de Surenavan, où il a exercé ses responsabilités pendant trois années consécutives . En 1988, il a été sollicité par l'association de villégiature de Djermouk et a accepté un poste en tant qu'adjoint du médecin-chef, se concentrant sur les affaires économiques de l'organisation.
Activités entrepreneuriales
Ashot Arsenyan est le fondateur et le dirigeant de plusieurs projets commerciaux prospères, qui ont maintenu leur compétitivité sur de longues périodes. En 1993, il a entrepris la rénovation complète et la relance de l'usine d'eau minérale de la ville de Djermouk, mettant ainsi l'usine aux normes européennes. En 1999, il a acquis l'usine et fondé la CJSC "Jermuk GROUP", qu'il dirige depuis, cumulant ainsi plus de trois décennies d'expérience en tant que leader et homme d'affaires. Depuis 2004, Ashot Arsenyan occupe la position de distributeur officiel de la société internationale "PepsiCo, Inc." en Arménie. En 2008, il a acquis une participation majoritaire de 85 % dans une usine de "PepsiCo, Inc." en Géorgie, et en 2011, il a fondé l'Usine "Pepsi-Cola Bottler Armenia", détenant 100 % des parts. Cette initiative a généré environ 500 emplois sur le marché du travail arménien. L'usine de boissons gazeuses a été reconnue par "PepsiCo, Inc." américaine en tant que meilleure usine de la région, devenant ainsi un exemple unique d'une usine représentant une marque internationale en Arménie, créée avec un capital 100 % arménien. Ashot Arsenyan détient le titre de représentant et importateur exclusif de l'entreprise américaine "Procter & Gamble" en République d'Arménie depuis 2008, ce qui permet aux consommateurs arméniens d'accéder à une large gamme de plus de 4 000 produits de cette entreprise de renommée mondiale. En outre, depuis 2014, il a étendu son rôle en tant que représentant et importateur exclusif de la société suisse de renommée internationale "Nestlé" en République d'Arménie. Ashot Arsenyan est à la fois le fondateur et le copropriétaire de l'« Armenia Wellness and Spa Hotel » situé dans la ville de Djermouk, un complexe thermal et hôtelier qui répond aux normes européennes, établi par Arsenyan en 2004. Ashot Arsenyan est un entrepreneur actif également dans le secteur de la construction en Arménie, avec une forte présence à Erevan et à Djermouk. Il supervise actuellement le développement d'un important complexe résidentiel, nommé "Byuregh", situé sur l'avenue Arshakunyats à Erevan. Le complexe est conçu pour accueillir environ 10 000 résidents et comprend un parking souterrain de 2 000 places. La construction est en cours et est réalisée par sa société, la CJSC "Jermuk Group". Parallèlement, Ashot Arsenyan est également impliqué dans la construction d'un complexe hôtelier à Djermouk, conçu pour accueillir jusqu'à 500 personnes.

## Activités politiques
En 1996, Ashot Arsenyan a été élu maire de Djermouk, où il a exercé ses fonctions pendant plusieurs mandats. Il a été réélu en 1999 et en 2002, obtenant une majorité absolue de voix à chaque élection, ce qui témoigne de la confiance de la population locale en lui[non neutre]. À partir de 2003, Arsenyan a été élu en tant que député à l'Assemblée nationale d'Arménie en tant que membre du Parti républicain d'Arménie, servant initialement de 2003 à 2007, puis étant réélu de 2007 à 2012. Son engagement politique s'est concentré sur le progrès politique et économique de son pays[évasif].
Par ailleurs, il se distingue également par son implication dans des actions caritatives et divers projets sociaux[Lesquels ?], contribuant ainsi à la communauté locale.